# جنبش دموکراسی در اروپا ۲۰۲۵
جنبش دموکراسی در اروپا ۲۰۲۵ یا دیم۲۵ (انگلیسی: Democracy in Europe Movement 2025) یک حزب سیاسی اروپا گرا است. این حزب طرفدار اتحادیه اروپا در سال ۲۰۱۵ توسط یانیس واروفاکیس اقتصاددان و وزیر پیشین اقتصاد یونان در دوران جنجالی بحران این کشور بنیان گذاشته شده‌است.
در نهم فوریه ۲۰۱۶ این جنبش در یک مراسم رسمی در تئاتر فولکس‌بونه در برلین اعلام موجودیت کرد.